# Watertoren (Herderen)
De watertoren in het Belgische Herderen (deelgemeente van Riemst) werd gebouwd in 1930 en bevat een waterreservoir met een capaciteit van 155 kubieke meter.

## Beschrijving
Op een piramidale voet, opgebouwd uit een zeshoekig betonnen skelet, rust een schacht bestaande uit zes betonnen balken, onderling verbonden door ringbalken. De betonnen constructie is opgevuld met metselwerk van hard gebakken baksteen. Op de schacht rust een sterk overkragende kuip. De steunconstructie van de kuip is opgevuld met beraapt metselwerk. De toren, behorende tot het type D1 (paddenstoelvorm) heeft sinds 14 maart 2000 de status van beschermd monument.
Beringen ·
Beverlo ·
Bilzen (Brugstraat) ·
Bilzen (Hasseltstraat) ·
Bocholt (Driemorgenstraat) ·
Bocholt (Grote Baan) ·
Borgloon ·
Bree ·
Diepenbeek ·
Genk (Boslaan) ·
Genk (Priesterhaagstraat) ·
Genk (Vogelkersstraat) ·
Groot-Gelmen ·
Hamont (Oude Watertorenstraat) ·
Hamont (Watertorenstraat) ·
Hasselt (Armand Hertzstraat) ·
Hasselt (Hoogveld) ·
Hasselt (Kempische Steenweg) ·
(Hasselt (Kuringersteenweg) ·
Hasselt (Sint-Truidersteenweg) ·
Hasselt (Willekensmolenstraat) ·
Hechtel ·
Helchteren ·
Herderen ·
Hoesselt ·
Houthalen ·
Kaulille ·
Koersel (Corceliusstraat) ·
Koersel (Koolmijnlaan) ·
Kuringen ·
Kwaadmechelen ·
Lanaken ·
Lommel (A. Philipsweg) ·
Lommel (Hoogstraat) ·
Lummen (Industrieweg) ·
Lummen (Sint-Ferdinandstraat) ·
Meeuwen ·
Paal ·
Peer ·
Rosmeer ·
Rutten ·
Tessenderlo ·
Tongeren (Overhaemlaan) ·
Tongeren (Watertorenstraat) ·
Veldwezelt ·
Vroenhoven ·
Zolder (Galgenbergstraat) ·
Zolder (Koolmijnlaan) ·
Zutendaal